# Tokyo Junction
『Tokyo Junction』（トーキョー・ジャンクション）は、鈴木雅之の9枚目のソロアルバム。

## 解説
前作『CARNIVAL』から約4年の歳月を経てリリースされた。アルバムタイトルは、東京都大田区大森出身である自身のアイデンティティとしての東京、そして恋愛のステージとしての東京への想いが込められている。
参加ミュージシャンは、小田和正、ASKA、中西圭三、川村結花、シアターブルック、TAKE（from Skoop On Somebody）。ラッツ&スターから桑野信義、佐藤善雄が参加している。
「砂丘」は映画『黄昏流星群』主題歌に使用。
初のカバー・アルバム『Soul Legend』と同時発売。同年12月5日、両作ともにSACD化された。
本作とカバーアルバムを引っ提げて全国ツアー「taste of MARTINI TOUR 2002 "Soul Junction"」が2002年2月9日から全35公演開催された。

## 収録曲
| #         | タイトル                                       | 作詞          | 作曲             | 編曲                         | 時間  |
| --------- | ---------------------------------------------- | ------------- | ---------------- | ---------------------------- | ----- |
| 1.        | 「Interlude〜T.J.2001〜」(インスト曲。)        |               |                  |                              | 0:36  |
| 2.        | 「SO LONG」(24thシングル。)                    | 川村結花      | 川村結花         | 小田和正                     | 4:38  |
| 3.        | 「抱きしめたい」                               | 直枝政広      | 松尾清憲         | 岡本洋                       | 4:32  |
| 4.        | 「Back To Back」                               | 朝水彼方      | 中西圭三         | 小西貴雄                     | 4:37  |
| 5.        | 「Tokyo Cruising Night」                       | 鈴木雅之      | ジョー・リノイエ | ジョー・リノイエ・ハリー細谷 | 5:04  |
| 6.        | 「砂丘」                                       | 大下きつま    | 安雲公亮         | 有賀啓雄                     | 4:51  |
| 7.        | 「Tokyo Junction」                             | 大下きつま    | ジョー・リノイエ | ジョー・リノイエ・ハリー細谷 | 5:48  |
| 8.        | 「Recede〜遠ざかりゆく想い〜」(25thシングル。) | 高杉碧        | 山口美央子       | 有賀啓雄                     | 4:46  |
| 9.        | 「No credits」                                 | ASKA          | ASKA             | 松本晃彦                     | 5:02  |
| 10.       | 「Still Live In My Heart」(25thシングル。)     | 樋口了一      | 安雲公亮         | 松本晃彦                     | 5:04  |
| 11.       | 「地球はメリーゴーランド」                     | 山上路夫      | 日高富明         | 小田和正                     | 5:12  |
| 12.       | 「絆」                                         | 安藤秀樹      | 中崎英也         | 有賀啓雄                     | 6:10  |
| 13.       | 「見上げてごらん夜の星を」                     | 永六輔        | いずみたく       | Dave Matthews                | 5:56  |
| 14.       | 「To Feel The Fire」(Bonus Track)              | Stevie Wonder | Stevie Wonder    | S                            | 7:05  |
| 合計時間: | 合計時間:                                      | 合計時間:     | 合計時間:        | 合計時間:                    | 69:21 |

### 楽曲解説
1. Interlude〜T.J.2001〜
2. SO LONG
24thシングル。
3. 抱きしめたい
4. Back To Back
5. Tokyo Cruising Night
6. 砂丘
7. Tokyo Junction
8. Recede〜遠ざかりゆく想い〜
25thシングル。
9. No credits
10. Still Live In My Heart
25thシングル。
11. 地球はメリーゴーランド
24thシングル「SO LONG」のカップリング。オリジナルは1972年にガロがリリースした同名曲。
12. 絆
13. 見上げてごらん夜の星を
オリジナルは1960年に公演した「見上げてごらん夜の星を」の劇中主題歌。1963年に坂本九が同名のシングルとしてリリースした。
14. To Feel The Fire (Bonus Track)
オリジナルは1999年にStevie Wonderがリリースした同名曲。キリンの缶コーヒー「FIRE」のCM曲としてオンエアされた。2000年にキリンが「FIRE」販売1周年記念の景品として制作した非売品CD「SOUL of FIRE」に収録されている。